# Val d'Ambria
La Val d'Ambria è una valle delle Alpi Orobie Valtellinesi, nel territorio comunale di Piateda, in Provincia di Sondrio. Valle secondaria della Val Venina, ospita stagionalmente il lago Zappello, che si forma in primavera e si prosciuga in estate. Alla sua testata, al confine con la val Brembana, sorgono il pizzo del Diavolo di Tenda (2914 m) e il monte Aga (2720 m).
La valle prende il nome da Ambria, frazione di Piateda.
Nei primi anni del duemilaventi è stato individuato in Val d'Ambria uno dei migliori ecosistemi fossilizzati dell'arco alpino, rimasto nascosto per oltre 280 milioni di anni ed individuato dopo la scomparsa del ghiaccio e della neve perenne. Sono state individuate orme di anfibi e rettili, impronte di pelle e tracce di piante, semi e gocce di pioggia.